# Gerhardt Zink
Gerhardt Zink (* 17. Dezember 1919 in Ulm; † 3. September 2003 in Möggingen) war ein deutscher Ornithologe.

## Leben
Zink war der Bruder des Theologen, Publizisten und Friedensaktivisten Jörg Zink. Er besuchte zunächst das Realgymnasium in Ulm und wechselte später an das Landschulheim Schloss Michelbach an der Bilz, wo er 1937 sein Abitur machte. Nach dem Zweiten Weltkrieg absolvierte er ein Studium in den Fachbereichen Biologie, Geologie und Chemie an den Universitäten Tübingen und München, wo er 1951 unter der Leitung von Hans Krieg, dem damaligen Direktor der Zoologischen Staatssammlung München, zum Doktor der Naturwissenschaften promoviert wurde. Bald darauf war er Mitglied der ersten deutschen Nachkriegs-Ostafrika-Expedition unter der Leitung des Entomologen Erwin Lindner, die sieben Monate lang am Kilimandscharo in Tansania forschte. Zink sammelte viele der über 400 Säugetierproben, darunter das Typusexemplar der Kilimanjaro-Mausspitzmaus (Myosorex zinki), die nach ihm benannt wurde. Die Sammlung befindet sich im Staatlichen Museum für Naturkunde Stuttgart.
Von November 1952 bis Dezember 1984 war Zink wissenschaftlicher Mitarbeiter an der Vogelwarte Radolfzell in Möggingen, wo er bis zu seinem Tod im September 2003 mit seiner Frau Trude lebte.
An der Vogelwarte widmete sich Zink zunächst den Meisen, führte dann jedoch die alljährlichen Ringablesungen und die Bestandsdatei von in Baden-Württemberg brütenden Weißstörchen fort, die zuvor Ernst Schüz koordiniert hatte. Zink war langjähriger wissenschaftlicher Leiter der Beringungszentrale Radolfzell und er war auch einer der Initiatoren zur Gründung von EURING, der Europäischen Union für Vogelberingung, und deren erster Präsident. Er koordinierte die europaweite Zusammenführung von Ringfunddaten, die vorher nur in den nationalen Zentralen gesammelt wurden. Zwischen 1973 und 1995 veröffentlichte er fünf Lieferungen loser Blätter von Der Zug europäischer Singvögel: ein Atlas der Wiederfunde beringter Vögel, das zu einem Standardwerk über Vogelzug und Vogelberingung avancierte. Insgesamt verzeichnete Zink 44.140 Funde von 115 europäischen Singvogelarten, die er sorgfältig und noch weitgehend ohne Elektronische Datenverarbeitung zusammentrug und prüfte. Von diesen hat er 22.319 Funde in 743 Karten dargestellt.
1949 wurde Zink Mitglied der Ornithologischen Gesellschaft in Bayern und gehörte von 1978 bis 1986 als einer der stellvertretenden Vorsitzenden dem Vorstand an. In seiner Amtszeit war er Herausgeber der Gesellschaftszeitschrift Avifauna Bavariae.
Zwischen 1959 und 1985 veröffentlichte Zink 23 Schriften, darunter die siebenbändige Reihe Auspicium, Ringfundberichte der Vogelwarte Helgoland und der Vogelwarte Radolfzell.